# Mausoleopsis variabilis
Mausoleopsis variabilis är en skalbaggsart som beskrevs av Moser 1913. Mausoleopsis variabilis ingår i släktet Mausoleopsis och familjen Cetoniidae. Inga underarter finns listade i Catalogue of Life.